# Элемент 1/2AA

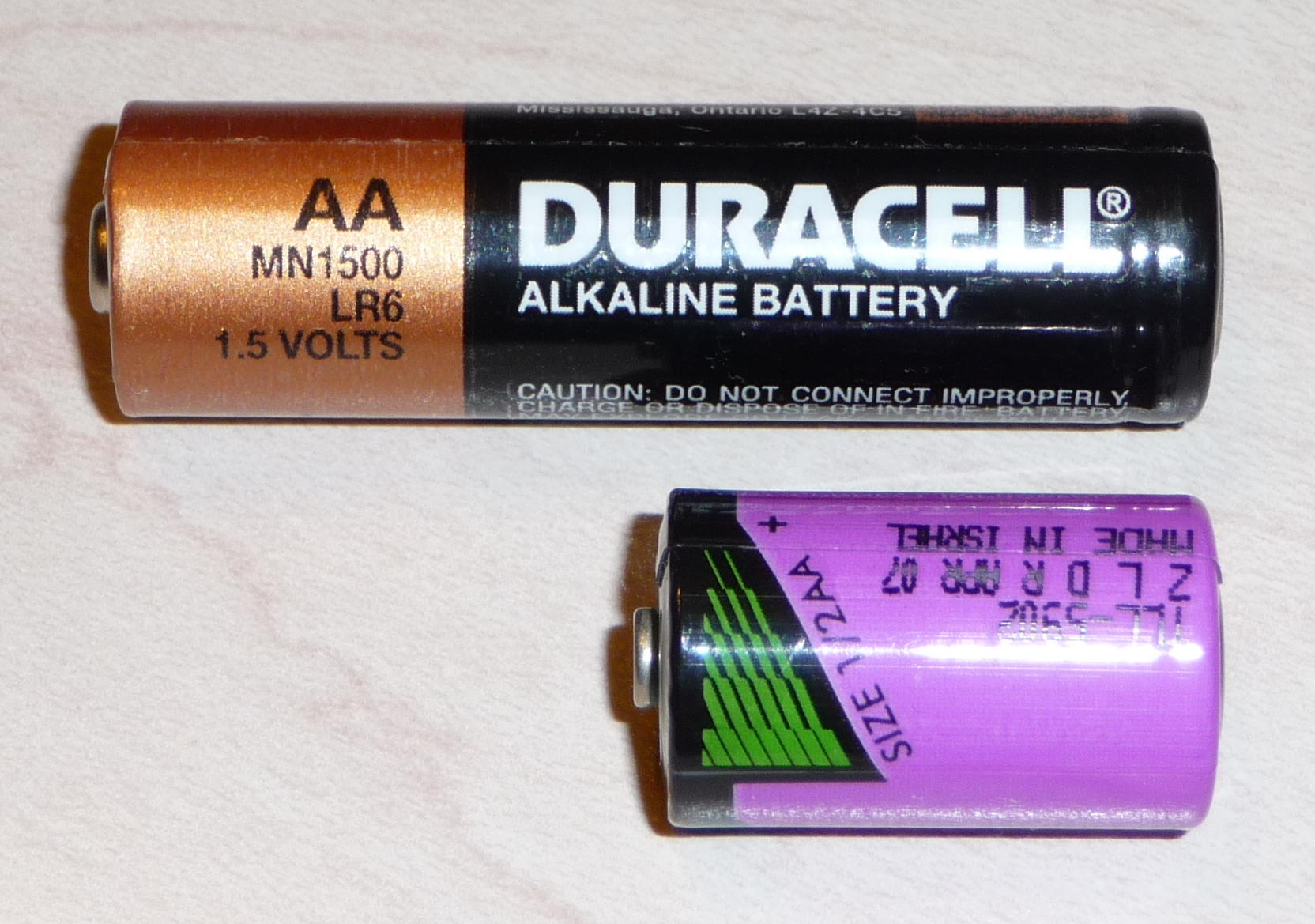
Батарейка 1/2AA в сравнении с AA.

1/2AA (также: Half AA, CR14250, ER14250, LS14250, TL5101, TL4902) — типоразмер цилиндрических сухих батарей (гальванических элементов и аккумуляторов), отличающийся от  типоразмера «пальчиковой» батареи AA вдвое меньшей высотой. Представляет собой батарею, состоящую из одного элемента, химический состав которого может быть различным, что определяет различные значения электротехнических показателей и массы батарей данного типоразмера. Гальванические элементы преимущественно литий-ионные, аккумуляторы — никель-металлгидридные.

## Технические характеристики
- Высота — 25 мм, диаметр — 14,5 мм[3][4].

Напряжение и ёмкость: 
- литиевые  гальванические элементы:

Li‑MnO2 (CR14250) — 3 Вс ёмкостью 950 мАч;
Li‑SOCl2 (ER14250 по маркировке IEC, LS14250 по маркировке SAFT, TL4902, ранее TL5101 по маркировке Tadiran) — 3.6 В;
- никель-металлогидридные (Ni-MH) аккумуляторы —1,2 В, с ёмкостью 550 мАч[9].

Масса для гальванических элементов на основе Li‑MnO2 11—12 грамм, Li‑SOCl2 — 9—10 грамм.
Минимальная средняя продолжительность разряда в случае батареи CR14250 составляет 750 часов (при нагрузке 3 кОм до минимального напряжения 2 В).